# Masarang
Masarang (индон. Yayasan Masarang) — международная группа некоммерческих организаций, решающая социальные и экологические проблемы в Индонезии с применением принципов социального предпринимательства.

## Организация
Основателем и руководителем Masarang Foundation стал нидерландский микробиолог, эколог и защитник прав животных Вилли Смитс (нидерл. Willie Smits).
Первая организация группы зарегистрирована в 2001 году в Индонезии (Yayasan Masarang; Томохон), Северный Сулавеси), следом, в 2010 году, — в Нидерландах (Masarang Internatiol Foundation) и в 2011 году в Гонконге (англ. Masarang HK Society Limited).
Исполнительным директором Masarang Internatiol Foundation является Стивен Смит (нидерл. Steven Smit).
Миссия организации: «защитить окружающую среду при участии, расширении прав и возможностей местного населения».
Слоган организации: «Люди, планета, прибыль» (англ. People, Planet, Profit).

## Экология и образование
Организация действует по следующим социальным направлениям:
- Восстановление лесных массивов в Индонезии в целом и на острове Борнео (Калимантан).
- Сохранение исчезающих видов животных и биоразнообразия.
- Поддержка местной культуры и деятельности.
- Экологическое образование и предоставление исследовательских стипендий.

По данным на начало 2015 года фонд Masarang организовал посадку не менее миллиона деревьев в лесах Северного Сулавеси, что, по мнению учёного и предпринимателя, позволило увеличить количество осадков, повысить производительность сельскохозяйственных угодий и предоставить больше рабочих мест в регионе.
Небольшую часть доходов организаций входящих в группу составляют пожертвования от частных лиц и компаний из разных стран.

## Пальмовый сахарный завод Масаранга

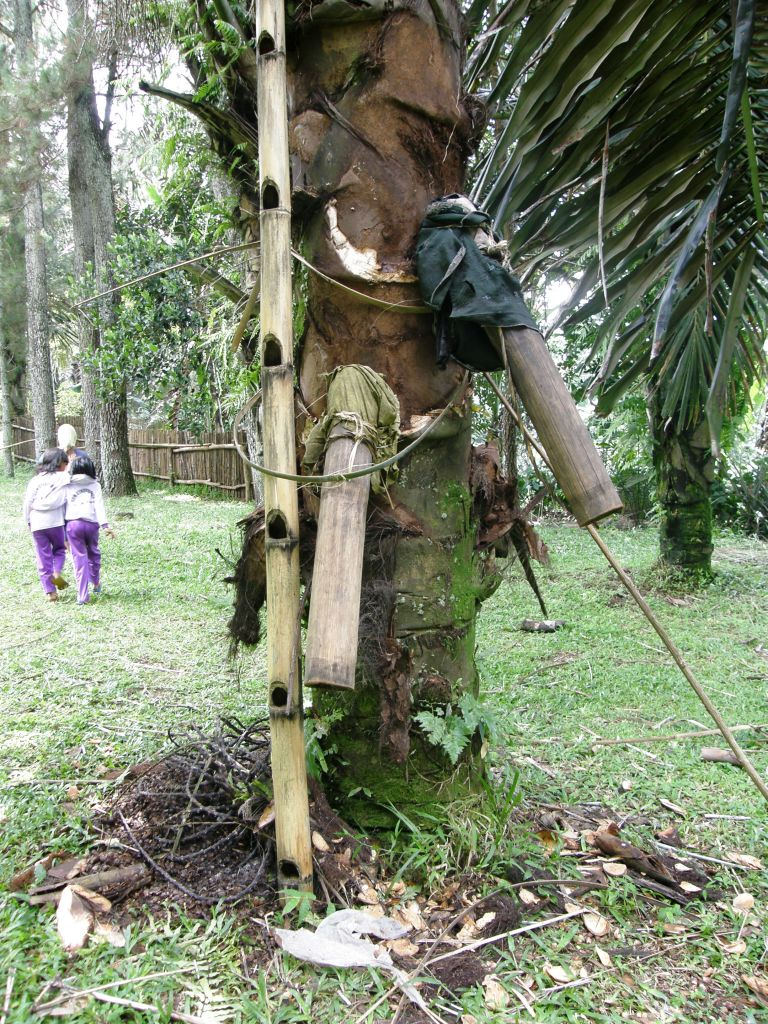
Получение пальмового сока

Доходную и социальные составляющие организации совместил основной проект-донор организации — Пальмовый сахарный завод Масаранга (англ. The Masarang Palm Sugar Factory).
Завод производит подсластитель из сахарной пальмы (лат. Arenga pinnata), которая высаживается организацией при рекультивации лесов; а также биотопливо.
Вся деятельность завода построена по экологическому принципу.
Например, пальмовый сок для производства сахара подогревается излишками пара геотермальной электростанции, а для охлаждения собирается дождевая вода.
Использование инновационного подхода к подогреву позволило избежать вырубки лесов, которые местные предприниматели использовали при традиционном изготовлении сахара из пальмового сока.
Пальмовый сахарный завод был торжественно открыт 14 января 2007 года президентом Индонезии Сусило Бамбанг Юдойоно.
В настоящее время его продукция поставляется как на внутренний рынок, так и на экспорт.
Поступающие доходы распределяются между организацией и кооперативом фермеров.
Проект сахарного завода обеспечивает работой 6 285 фермерских семей и позволяет сохранить около 200 000 квадратных метров лесов.
Каждый профессиональный сборщики пальмового сока может заработать до 2 500 долларов США в месяц, что в 8,5 превышает ВВП Индонезии на душу населения.
В 2007 года проект Пальмового сахарного завода Масаранга был одним из двенадцати финалистов конкурса The World Challenge BBC.
На 2015 год объёмы производства и продажи сахара сдерживаются лишь количеством доступных излишков пара.